# Mirosław Żerkowski
Mirosław Żerkowski (* 20. August 1956 in Łódź) ist ein ehemaliger polnischer Leichtathlet, der sich auf den Mittelstreckenlauf spezialisiert hat und gegen Ende seiner Karriere auch im Hindernislauf startete. Seinen größten Erfolg feierte er mit dem Gewinn der Bronzemedaille über 1500 Meter bei den Halleneuropameisterschaften 1981 in Grenoble.

## Sportliche Laufbahn
Erste international Erfahrungen sammelte Mirosław Żerkowski vermutlich im Jahr 1980, als er bei den Olympischen Sommerspielen in Moskau mit 3:48,15 min im Halbfinale im 1500-Meter-Lauf ausschied. Im Jahr darauf gewann er bei den Halleneuropameisterschaften in Grenoble in 3:44,32 min die Bronzemedaille hinter den Westdeutschen Thomas Wessinghage und Uwe Becker und 1982 schied er bei den Halleneuropameisterschaften in Mailand mit 3:44,08 min im Vorlauf aus, wie auch bei den Freiluft-Europameisterschaften in Athen im September mit 3:43,46 min. 1984 verpasste er bei den Halleneuropameisterschaften in Göteborg mit 3:49,11 min den Finaleinzug und im Jahr darauf belegte er bei den Hallenweltspielen in Paris in 3:42,21 min den vierten Platz. Kurz darauf kam er bei den Halleneuropameisterschaften in Piräus mit 3:43,63 min nicht über den Vorlauf hinaus. 1987 startete er im 3000-Meter-Hindernislauf bei den Weltmeisterschaften in Rom und kam dort in der Vorrunde nicht ins Ziel. 1990 kam er bei den Europameisterschaften in Split in der ersten Runde im Hindernislauf ebenfalls nicht ins Ziel und bei den Halbmarathon-Weltmeisterschaften 1993 in Brüssel lief er nach 1:05:00 h auf dem 80. Platz ein. Im Jahr darauf beendete er dann seine aktive sportliche Karriere im Alter von 38 Jahren.
In den Jahren von 1981 bis 1985 wurde Żerkowski polnischer Meister im 1500-Meter-Lauf sowie 1987 und 1988 über 3000 m Hindernis. Zudem wurde er 1980, 1982 und 1984 Hallenmeister über 1500 Meter.

## Persönliche Bestleistungen
- 1500 Meter: 3:36,19 min, 9. Juni 1980 in Warschau
  - 1500 Meter (Halle): 3:41,16 min, 23. Februar 1985 in Stuttgart
- Meile: 3:56,63 min, 20. August 1982 in London
- 3000 Meter: 7:48,93 min, 3. August 1990 in Rhede
- 2000 m Hindernis: 5:22,32 min, 8. Juli 1991 in Formia
- 3000 m Hindernis: 8:16,89 min, 17. August 1990 in Berlin